# Michaił Igolnikow
Michaił Siergiejewicz Igolnikow (ros. Михаил Сергеевич Игольников, ur. 15 października 1996) – rosyjski judoka. Olimpijczyk z Tokio 2020, gdzie zajął piąte miejsce w wadze średniej i piąte w drużynie.
Uczestnik mistrzostw świata w 2018 i 2023. Startował w Pucharze Świata w 2017 i 2019. Mistrz Europy w 2018 i 2020; trzeci w 2021. Wygrał igrzyska wojskowe w 2019. Trzeci na MŚ wojskowych w 2021. Triumfator igrzysk młodzieży w 2014. Mistrz Rosji w 2011, 2012 i 2014 i brązowy medalista w 2010, 2013 roku.

## Letnie Igrzyska Olimpijskie 2020
| Konkurencja | Eliminacje                 | Eliminacje                 | Eliminacje                      | Finały                | Finały                 | Klas. końcowa |
| Konkurencja | Przeciwnik I               | Przeciwnik II              | 1/4                             | 1/2                   | o 3 miejsce            | Miejsce       |
| ----------- | -------------------------- | -------------------------- | ------------------------------- | --------------------- | ---------------------- | ------------- |
| 90 kg       | Celtus Dossou Yovo (BEN) Z | Məmmədəli Mehdiyev (AZE) Z | Nikoloz Sherazadishvili (ESP) Z | Lasha Bekauri (GEO) P | Krisztián Tóth (HUN) P | 5.            |